# SS Republic (1853)
SS Republic – amerykański parowiec bocznokołowy z czasów wojny secesyjnej, noszący wcześniej nazwy SS „Tennessee”, CSS „Tennessee”, USS „Tennessee” i USS „Mobile”, który zatonął u wybrzeży stanu Georgia w czasie huraganu w październiku 1865 roku, w drodze z Nowego Jorku do Nowego Orleanu.
W 2003 roku amerykańskiej firmie Odyssey Marine Exploration, komercyjnie zajmującej się poszukiwaniem zaginionych wraków, udało się zlokalizować położenie statku i wydobyć na powierzchnię ok. 65 tysięcy przedmiotów, w tym ponad 50 tysięcy złotych i srebrnych monet.

## Historia

### Przed wybuchem wojny secesyjnej
Statek zbudowany został w stoczni w Baltimore w stanie Maryland. Zwodowany został w 1853 roku pod nazwą „Tennessee”. Służbę zaczął jako statek handlowy pływając na linii Baltimore – Charleston. Niedługo później wysłany został w pierwszą transatlantycką podróż do Southampton w Wielkiej Brytanii i Hawru we Francji. Następnie jako statek pasażerski przez wiele lat pływał regularnie na trasie Veracruz – Nowy Orlean, przewożąc często emigrantów i duże ilości meksykańskiego złota i srebra. Wybuch wojny secesyjnej 12 kwietnia 1861 roku zastał go przy nabrzeżu portu w Nowym Orleanie.

### Wojna secesyjna
Po wybuchu wojny secesyjnej uwięziony w porcie w Nowym Orleanie statek przejęty został przez wojska Skonfederowanych Stanów Ameryki i włączony do floty jako łamacz blokady pod nazwą CSS „Tennessee”. Nigdy nie udało mu się jednak przebić przez blokadę portu w Nowym Orleanie. Po zdobyciu Nowego Orleanu przez wojska Unii wcielony został do floty Unii pod nazwą USS „Tennessee”. Służył m.in. jako statek flagowy admirała Davida Farraguta. Wziął udział w bitwie w zatoce Mobile ostrzeliwując Fort Morgan.
We wrześniu 1864 roku przemianowany został na USS „Mobile”, by nazwę USS „Tennessee” mógł nosić zdobyty na Konfederatach w bitwie w zatoce Mobile słynny taranowiec CSS „Tennessee”. USS „Mobile” uszkodzony został w czasie huraganu u ujścia rzeki Rio Grande w październiku 1864 roku i odesłany do Nowego Jorku w celu naprawy. Tam uznano jednak, że naprawa i przebudowa statku byłyby zbyt kosztowne i w grudniu 1864 roku wycofany został ze służby we flocie Unii. W marcu 1865 roku sprzedany został na aukcji, naprawiony i przemianowany na SS „Republic”. Jako statek pasażerski i towarowy pływać zaczął na trasie Nowy Jork – Nowy Orlean.

### Zatonięcie
SS „Republic” opuścił port w Nowym Jorku 18 października 1865 roku, kierując się w stronę Nowego Orleanu. Na pokładzie znajdowało się ok. 100 osób (ok. 60 pasażerów i 40 członków załogi) oraz ładunek złotych i srebrnych monet wartości ówczesnych 400 tysięcy dolarów, będący najprawdopodobniej własnością spekulantów z Północy wykupujących masowo ziemię na Południu. Piątego dnia podróży huragan u wybrzeży stanu Georgia okazał się zbyt silny dla statku. Do wieczora jego kadłub zaczął przeciekać i pomimo wysiłków załogi i pasażerów wylewających wodę wiadrami statek coraz bardziej pogrążał się w wodzie. O godzinie 16.00 25 października 1865 roku USS „Republic” zatonął. Załodze i pasażerom udało się uciec na czterech łodziach ratunkowych i naprędce zbudowanych tratwach. Dwa dni później uratowani oni zostali przez przepływający statek „Horace Beals”. Ładunek złotych i srebrnych monet spoczął wraz z SS „Republic” na dnie morza.

### Odkrycie wraku
W sierpniu 2003 roku wrak SS „Republic” odkryty został przez Odyssey Marine Exploration, amerykańską firmę komercyjnie zajmującą się poszukiwaniem zaginionych wraków, w odległości ok. 160 kilometrów od wybrzeży stanu Georgia, na głębokości ok. 500 metrów. W wyniku przeprowadzonych prac udało się wydobyć na powierzchnię jedną trzecią ładunku złotych i srebrnych monet o szacunkowej obecnej wartości ok. 75 milionów dolarów. Dodatkowo udało się również wydobyć ok. 14 tysięcy innych przedmiotów, w tym rzeczy osobiste załogi i pasażerów.
Poszukiwania i odkrycie SS „Republic” przedstawione zostały w programie dokumentalnym National Geographic pod tytułem Civil War Gold (w Polsce wydany na DVD pod tytułem „Parowiec S.S. Republic”).